# Subconjunto

Diagrama de Euler ilustrando o fato de que é subconjunto de ou, equivalentemente, que é superconjunto de

Em teoria dos conjuntos, quando todo elemento de um conjunto {\displaystyle A} é também elemento de um conjunto {\displaystyle B}, dizemos que {\displaystyle A} é um subconjunto de {\displaystyle B}, denotado {\displaystyle A\subseteq B} (também dito "{\displaystyle A} é uma parte de {\displaystyle B}" ou "{\displaystyle A} está contido em {\displaystyle B}"). 
De forma complementar, {\displaystyle B} é chamado um superconjunto de {\displaystyle A}, simbolizado como {\displaystyle B\supseteq A} (também dito "{\displaystyle B} contém {\displaystyle A}" ou "{\displaystyle B} tem {\displaystyle A} como parte"). Esta relação é conhecida por inclusão de conjuntos. Em linguagem simbólica, utilizando a noção de quantificação universal (∀), temos:
{\displaystyle A\subseteq B{\stackrel {\mathbf {def} }{=\!=}}\forall x(x\in A\rightarrow x\in B).}

## Propriedades
- A inclusão de conjuntos é uma relação reflexiva, ou seja, {\displaystyle A\subseteq A} qualquer que seja o conjunto {\displaystyle A.}
Realmente, a condicional {\displaystyle p\rightarrow p} é uma tautologia. Assim, {\displaystyle x\in A\rightarrow x\in A} tanto se {\displaystyle x\in A} como também se {\displaystyle x\not \in A.} E, por definição, {\displaystyle \forall x(x\in A\rightarrow x\in A)\Rightarrow A\subseteq A.}
- A inclusão de conjuntos é uma relação transitiva, ou seja, se {\displaystyle A\subseteq B} e {\displaystyle B\subseteq C,} então {\displaystyle A\subseteq C.}
Se {\displaystyle A=\varnothing ,} {\displaystyle A\subseteq C} (e assumir que {\displaystyle B\subseteq C} é irrelevante). Então, assuma que {\displaystyle A\neq \varnothing } e seja {\displaystyle x\in A.} Por hipótese, {\displaystyle A\subseteq B} e, pela definição de inclusão, {\displaystyle x\in B.} Assim, {\displaystyle B\neq \varnothing .} Também por hipótese {\displaystyle B\subseteq C,} isto é, se {\displaystyle y\in B} também {\displaystyle y\in C.} Em particular, para {\displaystyle y=x} temos {\displaystyle x\in C.} Como {\displaystyle x\in A} era arbitrário, todo elemento de {\displaystyle A} é também elemento de {\displaystyle C,} ou seja, {\displaystyle A\subseteq C.}
- A inclusão de conjuntos é uma relação antissimétrica, ou seja, se {\displaystyle A\subseteq B} e {\displaystyle B\subseteq A,} então {\displaystyle A=B.}
De fato, isto é o que diz o axioma da extensão.
- Pelas três propriedades acima, dado um conjunto não-vazio {\displaystyle A} e uma coleção {\displaystyle {\mathcal {C}}} de subconjuntos de {\displaystyle A,} a relação de inclusão {\displaystyle \subseteq } é uma relação de ordem parcial em {\displaystyle {\mathcal {C}}.}
A inclusão de conjuntos é a relação de ordem parcial canônica — no sentido de que todo conjunto parcialmente ordenado (X, {\displaystyle \preceq }) é isomorfo a alguma coleção de conjuntos ordenada pela inclusão. Os números ordinais constituem um exemplo simples — se cada ordinal {\displaystyle n} é identificado com o conjunto {\displaystyle [n]} de todos os ordinais menores ou igual a {\displaystyle n,} então {\displaystyle a\leq b} se e somente se {\displaystyle [a]\subseteq [b].}

## Subconjunto próprio
Dizemos que um conjunto {\displaystyle B} é um subconjunto próprio de um conjunto {\displaystyle A} se {\displaystyle B\subseteq A} ({\displaystyle B} é subconjunto de {\displaystyle A}) e {\displaystyle B\neq A} ({\displaystyle B} é diferente de {\displaystyle A}). Explicitamos este fato com a notação especial {\displaystyle B\subsetneq A;} ou ainda {\displaystyle A\supsetneq B} (lê-se: A é um superconjunto próprio de B). Isto quer dizer que {\displaystyle B} está estritamente contido em {\displaystyle A,} ou seja, existe pelo menos um {\displaystyle x\in A} tal que {\displaystyle x\not \in B.} Em particular, o conjunto vazio é um subconjunto próprio de todo conjunto não-vazio. E, evidentemente, {\displaystyle A} é o único subconjunto de um conjunto {\displaystyle A\neq \varnothing } que não é próprio. Assim, dizemos que {\displaystyle A} é um subconjunto impróprio (superconjunto impróprio) de {\displaystyle A.}

## Exemplos
- O conjunto vazio é um subconjunto de qualquer conjunto dado.
- O conjunto {1, 2} é um subconjunto próprio de {1, 2, 3}.
- O conjunto {x : x é um número primo maior do que 10} é um subconjunto próprio de {x : x é um número ímpar maior do que 10}.
- O conjunto dos números naturais é um subconjunto próprio do conjunto dos números inteiros, com a mesma cardinalidade.
- O conjunto dos números naturais é um subconjunto próprio do conjunto dos números reais, com cardinalidade inferior.